# Peder Skrivare (borgmästare)
Peder Skrivare var borgmästare i Varbergs stad, i det då danska Halland, under 1500-talets andra hälft.
Vid tiden för svenskarnas erövring av Varberg i september 1565, under nordiska sjuårskriget, fanns två borgmästare i Varberg: Peder Skrivare och David Doch. Stadens borgerskap sände då Peder Skrivare med bud till kung Fredrik II om svenskarnas ankomst, samt bön om hjälp, medan David Doch ledde stadens försvar.
1572 bestämde kungen att Peder även skulle vara sisemester, alltså ta upp och redovisa sise, accis på exempelvis födoämnen. Redan 1574 gav kungen istället order åt slottshövitsmannen på Varbergs slott, Anders Bing, att han skulle avsätta Peder Skrivare som borgmästare, då denne varit ovillig och olydig, samt även uppviglat borgarna till olydnad. Det är inte känt vari denna olydnad bestod, då källmaterialet är mycket knapphändigt.